# Philipp Holzmann
Die Philipp Holzmann AG war ein weltweit tätiger deutscher Baukonzern mit Sitz in Frankfurt am Main. Managementfehler beim Zukauf von Beteiligungen im In- und Ausland sowie bei der Projektentwicklung führten 2002 in die Insolvenz.

Logo der Philipp Holzmann AG (2000)

## Unternehmensgeschichte

### Gründung

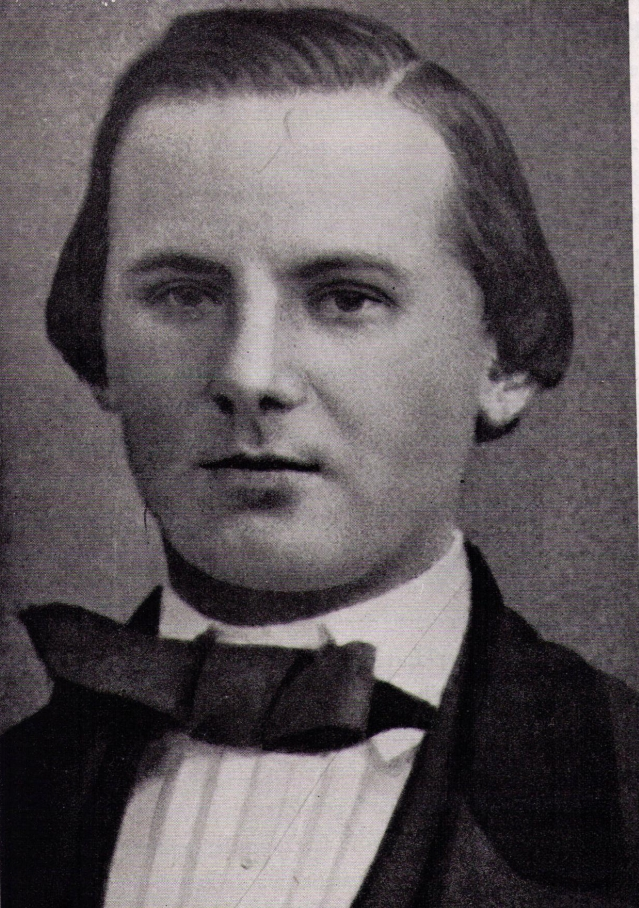
Der Sohn Philipp Holzmann im Alter von 24 Jahren, 1860

Das Bauunternehmen wurde 1849 von Johann Philipp Holzmann in Dreieichenhain gegründet. Er begann 1818, im Alter von 13 Jahren, nach dem frühen Tod seines Vaters, seine unternehmerische Tätigkeit mit der Übernahme der Kreuzmühle, anfangs unterstützt von seiner Mutter. Er baute zusätzlich ein Sägewerk und lieferte 1840 Schwellen für die Taunus-Eisenbahn. Philipp Holzmann löste sich 1849 mit der Gründung einer eigenen Firma Holzmann aus einer persönlichen, vertraglich unklaren Verflechtung mit anderen Firmen.
Er erweiterte laufend die Leistungen für den Eisenbahnbau. Handarbeit und Pferdebetrieb waren damals die einzigen Mittel, um Erdarbeiten auszuführen. 1865 übergab er die Firma „Holzmann“ an seine beiden Söhne Philipp und Johann Wilhelm. Philipp berichtet über die Anfangsjahre: „Menschen und an hundert Pferde haben alle unter einem Dach gewohnt. Die Mutter hat für alle Aufseher und Knechte gekocht. Der Betrieb ging Tag und Nacht.“ (Hans Meyer-Heinrich, S. 27).

### Expansion
Philipp erweiterte als Unternehmer laufend die Geschäftsbereiche und war überregional ausgerichtet. 1869 bis 1902 war Adolf Haenle Chefarchitekt bei Holzmann. 1873 folgte eine kommerzielle Trennung der Anteile der Brüder und Philipp gründete die Kommanditgesellschaft Philipp Holzmann & Cie. Wilhelm blieb dem Unternehmen verbunden und übernahm nach dem Tod von Philipp 1904 den Vorsitz im Beirat der Firma, bis zu seinem Tod 1913.
Eine eigene Baufabrik (siehe Bild des Fabrikhofes) wurde zur Unterstützung des eigenen Hochbaus errichtet, so wurden in den achtziger Jahren in der „Holzschneiderei“ von 300 Zimmerleuten Bauteile angefertigt, beispielsweise schwere Tore für die Main-Kanalisierung. Im innerstädtischen Kanalbau war die Firma stark an der hygienischen Sanierung der rasch wachsenden Städte beteiligt. Weitere Schwerpunkte waren Eisenbahnbau und Brückenbau.
Internationale Aufmerksamkeit erlangte Holzmann durch die 1903 begonnene und von der Deutschen Bank finanzierte Bagdadbahn. Bereits zuvor war 1888 der französisch-deutschen „Gesellschaft für den Bau der Kleinasiatischen Eisenbahnen“ unter Beteiligung von Holzmann der Bau der Bahntrasse İzmit – Ankara übertragen worden.
Der Italienisch-Türkische Krieg und der Erste Balkankrieg hatten die Mobilmachung türkischer Arbeiter zur Folge. Für den Bau lieh sich das Unternehmen kostenlos 10.000 armenische Zwangsarbeiter von der Osmanischen Armee, die anschließend mit selbiger Bahn im Zuge des Völkermords an den Armeniern deportiert wurden.
Das zeitweise größte deutsche Bauunternehmen war anfangs überwiegend im Eisenbahnbau tätig, erweiterte sein Arbeitsgebiet aber bald in alle Bereiche des Hoch- und Tiefbaus. Das erste große Bauprojekt war der 1854 fertiggestellte Schwarzkopftunnel der Main-Spessart-Bahn.

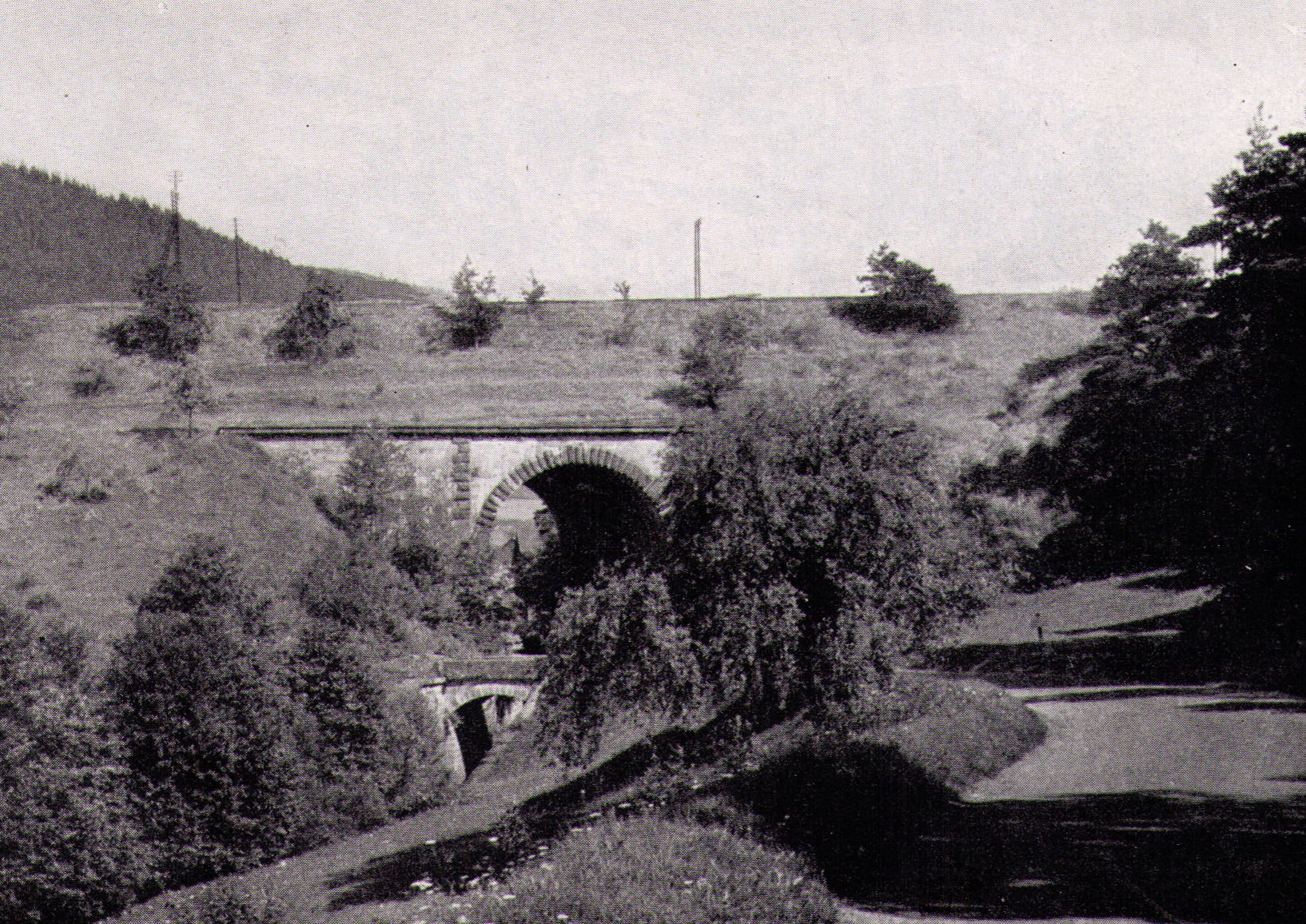
Unterführung der Main-Spessart-Bahn bei Hain

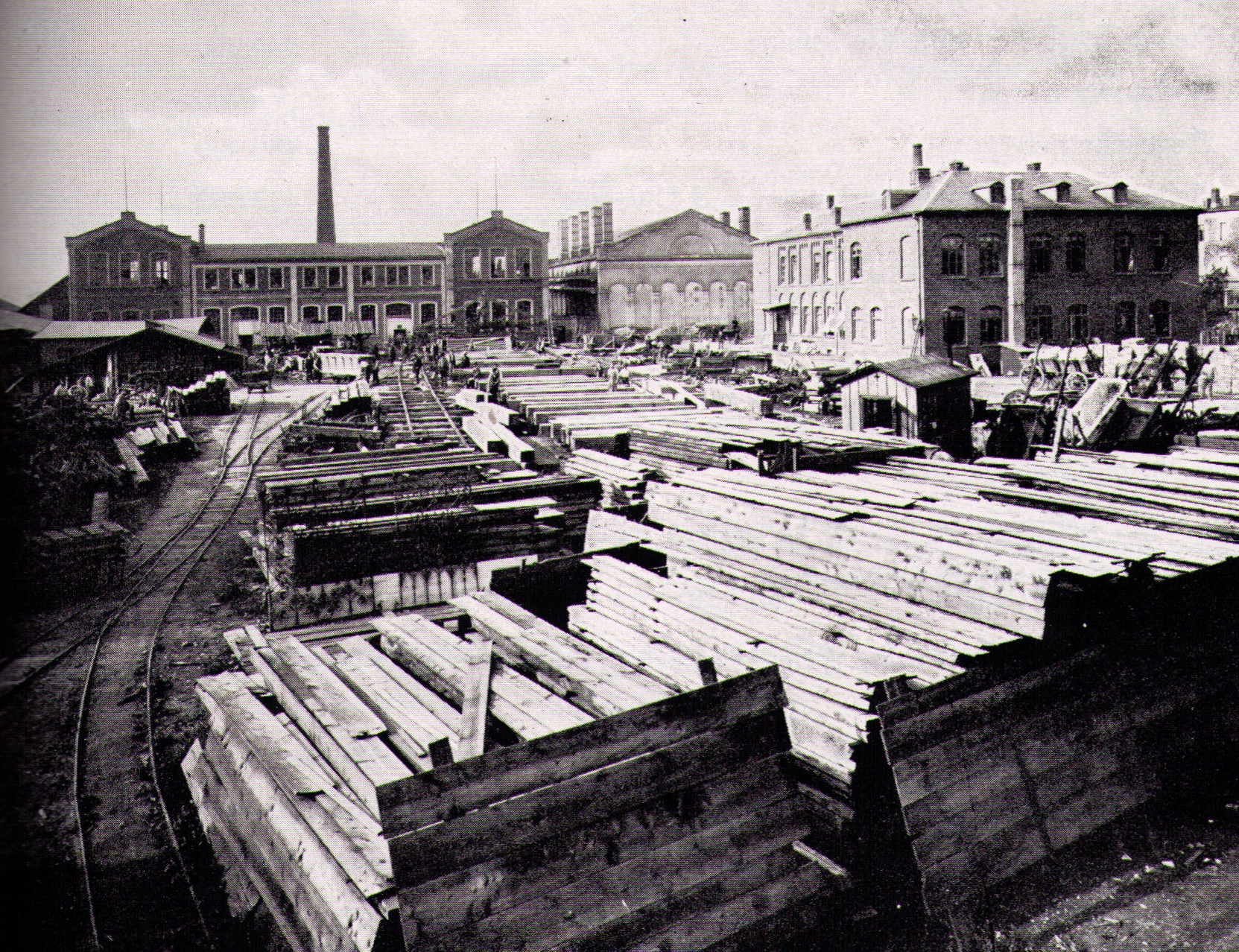
Fabrikhof für Zulieferung von Bauteilen

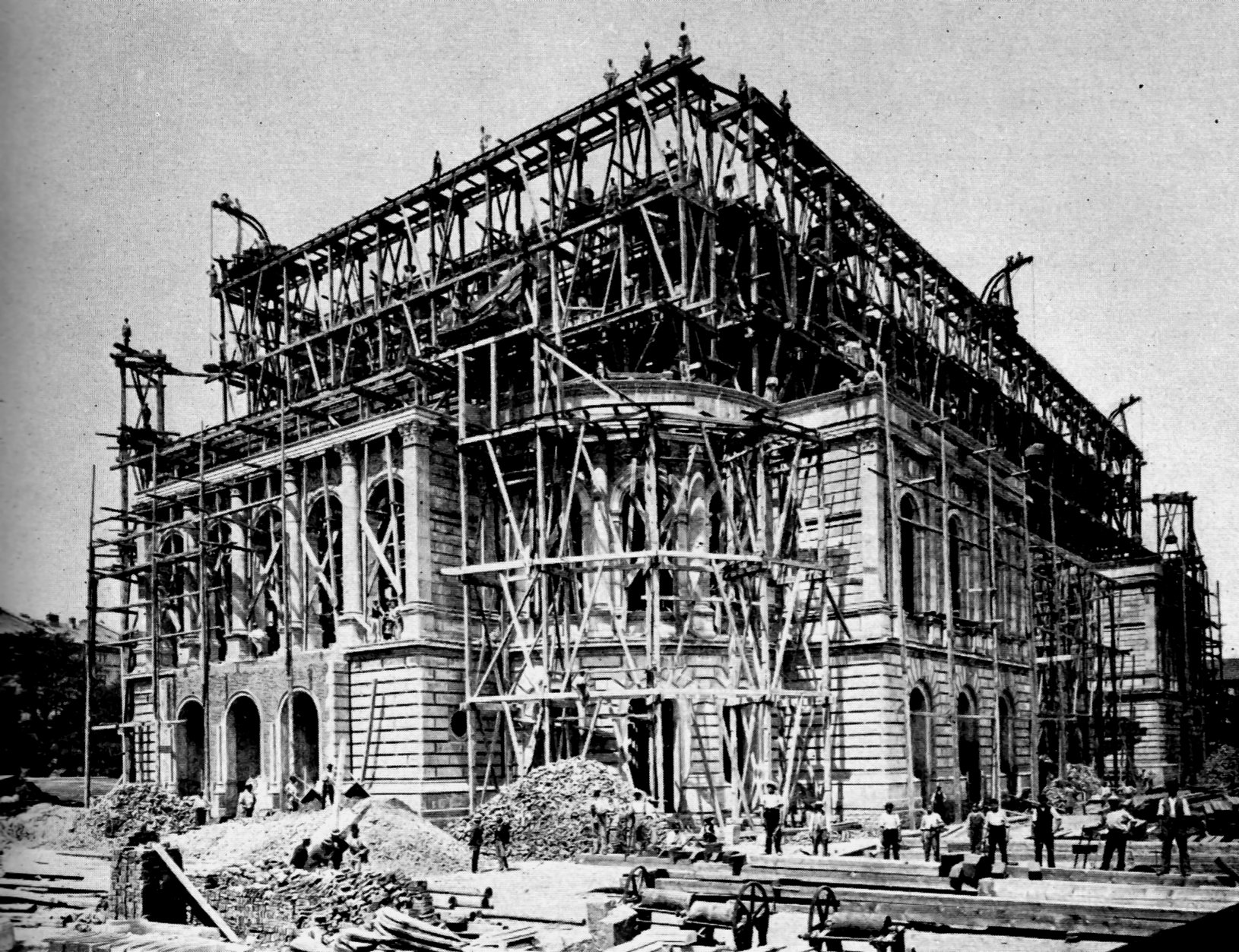
Bauphase des Opernhauses in Frankfurt am Main, 1873–1878

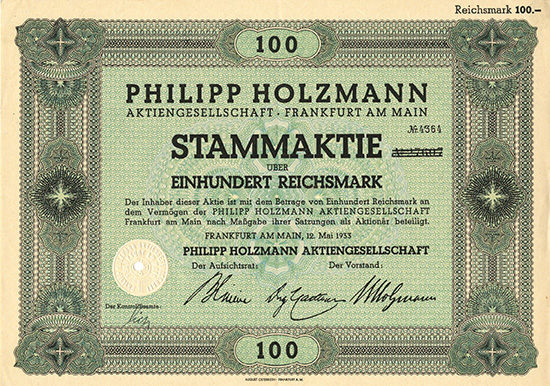
Stammaktie über 100 Reichsmark, Frankfurt am Main, Mai 1933

1856 folgte der Umzug nach Frankfurt, wo 1863 eine eigene Baufabrik entstand.
Fortan war die Baugeschichte Frankfurts auch eng mit dem Unternehmen verbunden. In den Jahren 1873 bis 1880 erbaute Holzmann das Frankfurter Opernhaus nach einem Entwurf des Architekten Richard Lucae.
1877 folgte die Wettsteinbrücke über den Rhein in Basel als erstes Auslandsprojekt, 1882 der Bahnhof Amsterdam Centraal, 1883 das Empfangsgebäude des Hauptbahnhofs Frankfurt, 1885 wurden 8 von 24 Freihafenspeichern der Hamburger Speicherstadt durch die Firma errichtet, 1889 Arbeiten für den Nord-Ostsee-Kanal und 1892 der Justizpalast München. Ebenfalls 1899 beteiligte sich das Unternehmen als Gesellschafter an der Studiengesellschaft für Elektrische Schnellbahnen (St.E.S.) in Berlin.
1906 begann das Holzmann-Engagement in Südamerika mit Beteiligungsgesellschaften in Argentinien, Brasilien, Chile, Kolumbien, Peru und Uruguay. 1907 war Holzmann am Bau des Elbtunnels in Hamburg beteiligt, 1910 an der Edertalsperre. 1917 folgte die Umwandlung in eine Aktiengesellschaft. Auch im Wohnungsbau war das Unternehmen mit den Siedlungen Hellerhof und Riederwald in Frankfurt tätig. Ein weiteres Großprojekt war 1925 der Hindenburgdamm.
In einer Epoche der Expansion von 1895 bis 1917 etablierte sich die Firma global in vielen Tätigkeitsbereichen. Die Leistung im Ausland näherte sich dem Umfang der deutschen Projekte an, teils mit Neugründungen, so wurde 1912 die „Russische Gesellschaft für Hoch- und Tiefbauten Philipp Holzmann & Cie“ gegründet, Projekte waren die Erweiterungen der Hafenanlagen von Sankt Petersburg, sowie Baggerungen, Molenbauten und Hellinge (für Trockenarbeiten an Schiffen) in Reval. Beginnend 1903 wurden wesentliche Teile der Bagdadbahn erbaut, ähnlich eine Reihe von weiteren Bahnlinien, Hafenanlagen usw. in Afrika.
In den USA wurden Talsperren, Kanäle und Hafenanlagen gebaut, entsprechend in Argentinien Hafenanlagen, Anlagen für die „Deutsch-Überseeische Elektrizitätsgesellschaft“ sowie die erste Strecke der Untergrundbahn in Buenos Aires. Dabei gab es Behinderungen und Rückschläge durch die kriegerischen Ereignisse, so wurden die Gebiete der Tanganjikabahn und Ruandabahn von britischen Truppen besetzt und alle großen Bauwerke mussten gesprengt werden.
Am 30. Oktober 1917 wurde die über viele Jahre enge Zusammenarbeit mit der „Internationalen Baugesellschaft“ umgesetzt zur Gründung der „Philipp Holzmann Aktiengesellschaft“. Damit wurde bewusst eine Organisationsform geschaffen, mit der man auf die sich für die Zeit nach Kriegsende abzeichnenden Turbulenzen besser reagieren konnte (Hans Meyer-Heinrich, S. 136). 1920 wurde den Leitern (später: Direktoren) der Niederlassungen größere Verantwortung bei der Akquisition von Aufträgen und der Baudurchführung vor Ort übertragen (Hans Meyer-Heinrich, S. 139).
Deutlich war der Fortschritt der Mechanisierung der Bauvorgänge (Hans Meyer-Heinrich, S. 151): In der Bilanz von 1924 standen in Deutschland 100 Bagger aller Art, 87 Kräne, 233 Lokomotiven. 665 Pumpen mit Zubehör, insgesamt 56.800 Tonnen Geräte. Das sind bei einer deutschen Belegschaftsstärke von rund 10.000 Mann fast 6 Tonnen Baugerät pro Bauarbeiter. Laufend wurde modernisiert, so wurde die Dampfmaschine weitgehend durch den Dieselmotor verdrängt.
Die chaotischen Verhältnisse während der Inflation erzwangen auch bei der Philipp Holzmann AG flexible Improvisationen. Strategische Überlegungen zur Sicherung der Energieverfügbarkeit führten zu mehr „weißer Kohle“ (Elektrizität), innerhalb von sieben Jahren wurden von Philipp Holzmann AG 18 Großbauten (Kraftwerke, Staustufen) erstellt (Hans Meyer-Heinrich, S. 179), so 1931 die Bleilochtalsperre in der oberen Saale.

### 1933 bis 1945
Der Druck des nationalsozialistischen Regimes durch Nichtberücksichtigung des Unternehmens bei öffentlichen Bauaufträgen führte zur Trennung von den jüdischen Mitgliedern im Vorstand und Aufsichtsrat. Der Vorsitzende des Vorstands Hermann Galewski wurde am 30. Oktober 1933 vorzeitig pensioniert. Der Jurist Charles A. Rosenthal, zuständig im Vorstand seit 1921 für Rechts- und Vertragswesen, reiste im Herbst nach Bogotá aus, um über eine Schweizer Tochtergesellschaft das Südamerikageschäft zu koordinieren. Ende 1934 kam es aber auf Druck des Außenpolitischen Amtes der NSDAP zur Trennung von Rosenthal, mit dem für die Auflösung seines Vertrages für fünf Jahre eine jährliche Abfindungszahlung vereinbart wurde. Daneben mussten im Aufsichtsrat Adolf Meyer, Paul Stern und Max Warburg ihre Mandate aufgeben.
Den Vorsitz im Vorstand übernahm der Enkel des Firmengründers Heinrich Holzmann, der am 1. Juni 1940 in die NSDAP eintrat und Betriebsführer war. Nachdem im Februar 1936 das Vorstandsmitglied Robert Hartmann starb und sein Kollege Otto Richter aus Altersgründen in den Aufsichtsrat wechselte, wurden am 1. April 1936 die Prokuristen Friedrich Linsenhoff und Hans Meyer-Heinrich in den Vorstand berufen. 1937 folgte in die Unternehmensleitung Franz Rudolph und 1938 Martin Arndt. Meyer-Heinrich und Rudolph waren seit dem 1. Mai 1933 Mitglieder der NSDAP, Linsenhoff trat im Oktober 1942 ein. Aufsichtsratsvorsitzender war von 1939 bis 1969 Hermann Josef Abs.
Vom Baubedarf im Nationalsozialismus profitierte auch die Philipp Holzmann AG als eines der größten deutschen Bauunternehmen. In der Zeit von 1933 bis 1939 erhielt Holzmann viele Aufträge für Industriebauten kriegswichtiger Betriebe, wie den Werkhallen der Brandenburger Motorenwerke, war aber auch an zahlreichen Bauvorhaben des NS-Regimes, meist in Arbeitsgemeinschaften, beteiligt. Dies waren unter anderem das Jagdhaus Karinhall, das neue Reichsbankgebäude und die Neue Reichskanzlei in Berlin sowie die Kongresshalle Nürnberg und die KdF-Anlage Prora auf Rügen. Beim Reichsautobahnbau war das Unternehmen an 22 Baulosen beteiligt und stellte über 300 km Unterbau oder Fahrbahndecken her.
Holzmann errichtete die Theißtalbrücke und in einer Arbeitsgemeinschaft die Rheinbrücke bei Frankenthal. Auch zum Westwall, einer 630 km langen Befestigungslinie an der Westgrenze des Deutschen Reiches, trug die Philipp Holzmann AG bei. Das Unternehmen baute von Ende Juni 1938 bis April 1939 den rund 100 km langen Abschnitt zwischen Weil am Rhein und Nonnenweier. Zusammen mit 85 „Nachunternehmern und Handwerker Akkordanten“ wurden 14.000 Arbeiter und Angestellte eingesetzt und in 621 Bauwerke 440.000 m³ Beton und Stahlbeton eingebaut. Der Umsatz betrug 30 Millionen Reichsmark.
Nach 1939 war ein Hauptauftraggeber die Organisation Todt. Am Atlantikwall hatte Holzmann mit einer Gesamtauftragssumme von 33,6 Millionen Reichsmark mit 16 Prozent den größten Anteil aller Bauunternehmen. 1941 beschäftigte Holzmann rund 21300 Arbeiter und Angestellte, davon waren zirka 9000 ausländische Zivilarbeiter und 1300 Kriegsgefangene. Auch am Bauvorhaben des Bunawerks der I.G. Farben in Auschwitz Monowitz war Holzmann beteiligt. Der Auftragsumfang ist jedoch unbekannt.
Auf den kriegswichtigen Baustellen wurden unter anderem Kriegsgefangene, Zwangsarbeiter und KZ-Häftlinge eingesetzt. Diese wurden im Regelfall von der Organisation Todt oder Wehrmacht beziehungsweise SS gegen entsprechende Vergütung zur Verfügung gestellt. Als Baustellen können unter anderem genannt werden:
- Adolf Hitler beauftragte Albert Speer unmittelbar nach dem Sieg über Polen, im Oktober 1939, mit dem Ausbau einer Residenz in der Posener „Kaiserpfalz“. Er ließ dort bis 1944 Schlaf-, Arbeits- und Wohnzimmer einrichten. In vier Jahren wurden 27 Millionen Reichsmark verbaut, vor allem von polnischen Arbeitern. Die ausführende Baufirma war Philipp Holzmann. Allerdings hat Hitler die Räume in Posen nie bezogen.[8]
- Zu einem der größten Tiefbunker Berlins zählte im Zweiten Weltkrieg die Schutzanlage unter dem Alexanderplatz. Sie wurde von 1941 bis 1943 im Auftrag der Deutschen Reichsbahn von Philipp Holzmann erbaut.[9]
- Ab November 1942 wurden 34 „Ostarbeiter“, bei denen es sich wohl vorrangig um Russen handelte, bei der Firma Philipp Holzmann AG zu Wiederaufbauarbeiten an den kriegsbeschädigten Gebäuden der Berliner Charité eingesetzt.[10]
- An dem Projekt Riese der Organisation Todt war Holzmann mit 50 % beteiligt. 12.000 bis 16.000 betrug die Personalstärke der Baustelle. Vor allem Häftlinge des KZ Groß-Rosen und Zwangsarbeiter mussten dort arbeiten.

### 1945 bis 1999

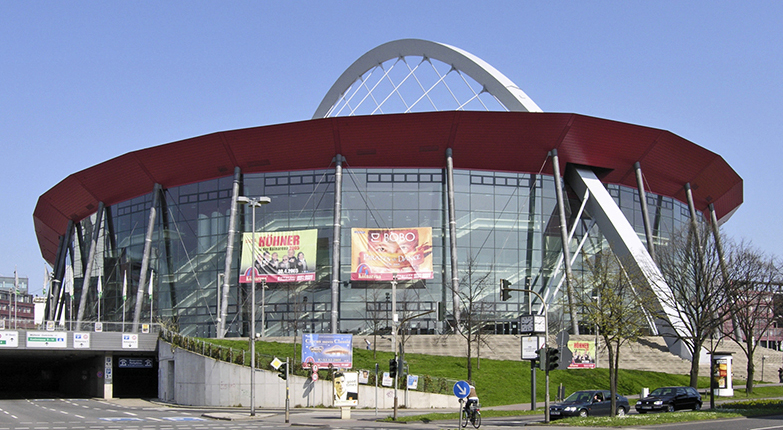
Kölnarena, Projekt der Philipp Holzmann AG

Nach dem Zweiten Weltkrieg konnte nur Martin Arndt im Amt bleiben, da er kein Parteimitglied war. Die anderen Vorstandsmitglieder wurden im Rahmen der Entnazifizierungsverfahren überprüft. Franz Rudolph, als Mitläufer eingestuft, nahm seine Tätigkeit am 1. Dezember 1947 wieder auf. Heinrich Holzmann und Friedrich Linsenhoff wechselten in den Aufsichtsrat. Hans Meyer-Heinrich wurde erst 1948 nach dem Tod von Arndt im Februar des gleichen Jahres, gegen Vorbehalte des Betriebsrates, wieder in den Vorstand berufen. Bis auf das Gebäude der Berliner Niederlassung der Philipp Holzmann AG waren alle Niederlassungen zerstört: die Büros in Stettin, Stuttgart, München, Dresden und Halle waren zerbombt und ausgebrannt.
In den Nachkriegsjahren beteiligte sich die Philipp Holzmann AG an der Gründung der Frankfurter Trümmerverwertungsgesellschaft, die in der Aufbereitungs- und Verwertungsanlage für Trümmerschutt aus Bauschutt neues Baumaterial herstellte. Bei den Brückenbauten über den Rhein waren die gesprengten und sperrigen Trümmer der alten Tragwerke ein schwer zu beseitigendes Hindernis; sie mussten mit Unterwasserschneidgeräten durch Taucher zerlegt und durch große Schwimmkräne aus dem Flussbett geholt werden. Holzmann war u. a. in Frankfurt am Wiederaufbau des Goethe-Hauses, des Rathauses und der Paulskirche beteiligt.
Im Verkehrsbereich baute Holzmann auf dem Frankfurter Flughafen und auch bei der Frankfurter U-Bahn mit.

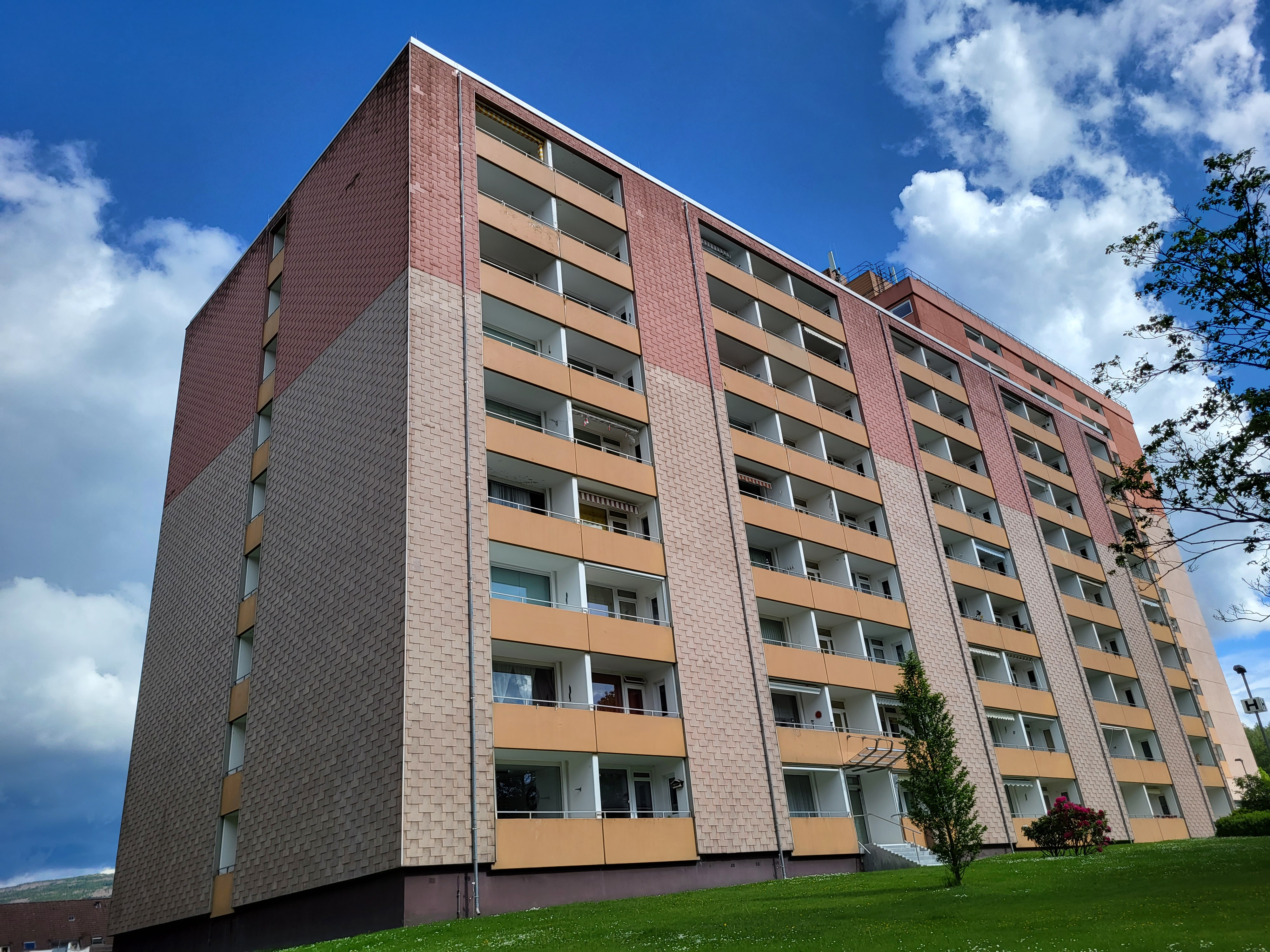
Ferienpark Glockenberg in Altenau. 12 Hochhäuser, ein Hallenbad und eine Eissporthalle wurden im Auftrag der Engelhardt-Gruppe aus Hannover von 1970 bis 1972 in Altenau im Oberharz errichtet

Wichtige Bauvorhaben in Norddeutschland: Eidersperrwerk, Neuer Elbtunnel, Köhlbrandbrücke, Elbe-Seitenkanal, Kernkraftwerk Krümmel und weitere Großprojekte.

### Krise und Insolvenz 2002
Vor der Insolvenz 2002 war die Philipp Holzmann AG Jahrzehnte lang das größte deutsche Bauunternehmen und einer der größeren „global player“. So erwirtschaftete der Konzern 1994 mit knapp 43.000 Mitarbeitern eine Bauleistung von rund 13,1 Milliarden DM. Das Ende war die Folge von Fehlern des Managements beim Zukauf von Beteiligungen im In- und Ausland sowie bei der Projektentwicklung.
Noch im Jahr 1988 betrugen die Bankkredite 88 Millionen DM und Wertpapiere sowie Bankguthaben umfassten ein Viertel der Bilanzsumme. Als Lothar Mayer (* 1933), seit 1992 Vorstandsvorsitzender, Ende 1997 abgelöst wurde, waren Schulden in Höhe von 3,2 Milliarden DM bekannt.
Am 25. Oktober 1999 feierte Philipp Holzmann den 150. Geburtstag. Am 15. November 1999 gab der neue Vorstandsvorsitzende Heinrich Binder eine Überschuldung „aus bisher unentdeckten Altlasten“ bekannt. Es musste ein Verlust von 2,4 Milliarden DM eingeräumt werden, der auch, wie sich erst später herausstellte, einen operativen Verlust von rund 1,1 Milliarden beinhaltete. Am 23. November 1999 waren die Verhandlungen mit den Banken gescheitert, der Insolvenzantrag wurde gestellt.
Am 24. November 1999 wurde nach Initiative von Bundeskanzler Schröder ein „Rettungspaket“ verkündet, mit Übergangskrediten der Banken von einer Milliarde DM und einer Bürgschaft des Bundes von 250 Millionen DM, die erst nach allen neuen Leistungen der Banken eingelöst werden konnte und deshalb nie beansprucht wurde.
Ein Konsortium von 19 Banken hatte sich nach weiteren Verhandlungen an der Finanzierung eines Sanierungskonzepts des Unternehmens beteiligt. Das damalige Sanierungspaket umfasste insgesamt 4,3 Milliarden DM und bestand zusätzlich aus der Einräumung einer Kreditlinie, der Beteiligung an einer Kapitalerhöhung und dem Tausch von Forderungen in Wandelgenussrechte. Binder trat im Dezember 1999 zurück, Konrad Hinrichs wurde sein Nachfolger.
Im Rahmen einer Krise der Bauwirtschaft gingen im Konzern die Arbeitsplätze von 28.300 Ende 1999 bis März 2002 auf 10.600 (25.000 inklusive Nachunternehmen) zurück. Die Sanierung der Philipp Holzmann AG scheiterte im März 2002 endgültig, als viele Gläubigerbanken keine weiteren Kredite geben wollten. Neue Verluste und insgesamt 1,5 Milliarden Euro Verbindlichkeiten bei den Banken führten wegen Überschuldung zur endgültigen Insolvenz am 21. März 2002. Zu diesem Zeitpunkt bestanden überwiegend erfolgreiche Niederlassungen der Philipp Holzmann AG unter anderem in Österreich, USA, China, Saudi-Arabien und Malaysia. Die Verkäufe erwiesen sich jedoch in den Folgejahren als schwierig; 7000 Arbeitsplätze konnten durch Verkäufe gerettet werden.

Insolvenzversteigerung von Baugeräten

Zur Schuldfrage des Missmanagements wurden Anhaltspunkte bekannt: Im November 2001 hatte sich die Philipp Holzmann AG mit der Haftpflichtversicherung ehemaliger Vorstandsmitglieder außergerichtlich geeinigt. Das Versicherungsunternehmen AIG zahlte danach 38 Millionen DM an die Philipp Holzmann AG. Hintergrund waren die gerichtlich geltend gemachten Schadensersatzforderungen gegen die ehemaligen Vorstandsmitglieder Lothar Mayer, Lothar G. Freitag, Gerhard Lögters, Dieter Rappert, Jürgen Schönwasser und Michael Westphal. Zugleich hatte die Firma mit diesen früheren Vorständen separate Vergleiche verhandelt, die einen wesentlichen Verzicht auf Pensionsleistungen beinhalten. Das vereinbarte Vergleichsvolumen liegt bei 50 Millionen DM. Ex-Vorstandschef Lothar Mayer und Ex-Finanzvorstand Michael Westphal wurden 2005 vor das Landgericht Frankfurt geladen, im Zusammenhang mit der Ausstellung von Scheinrechnungen (z. B. 13 Millionen DM für einen potentiellen Großflughafen Berlin-Brandenburg in Sperenberg), um einen unerlaubten Aktienrückkauf zu verschleiern – was zu einer Anklage der Untreue wegen gefälschter Angaben zur Mehrwertsteuer führte.
Der Insolvenzverwalter über das Vermögen der Philipp Holzmann AG, Rechtsanwalt Ottmar Hermann, hat bis 2007 im Rahmen von außergerichtlichen Vergleichen vereinbart, dass Kreditinstitute einen Betrag von insgesamt rund 210 Millionen Euro zu Gunsten der Insolvenzmasse zahlen. Im Gegenzug verzichtete der Insolvenzverwalter auf alle gegen die Banken geltend gemachten Ansprüche. Über die Details der Vergleiche wurde Stillschweigen vereinbart. Offiziell hieß es, mit den Vergleichen hätten alle Beteiligten langjährige gerichtliche Auseinandersetzungen vermieden.

## Zentrale/Niederlassungen

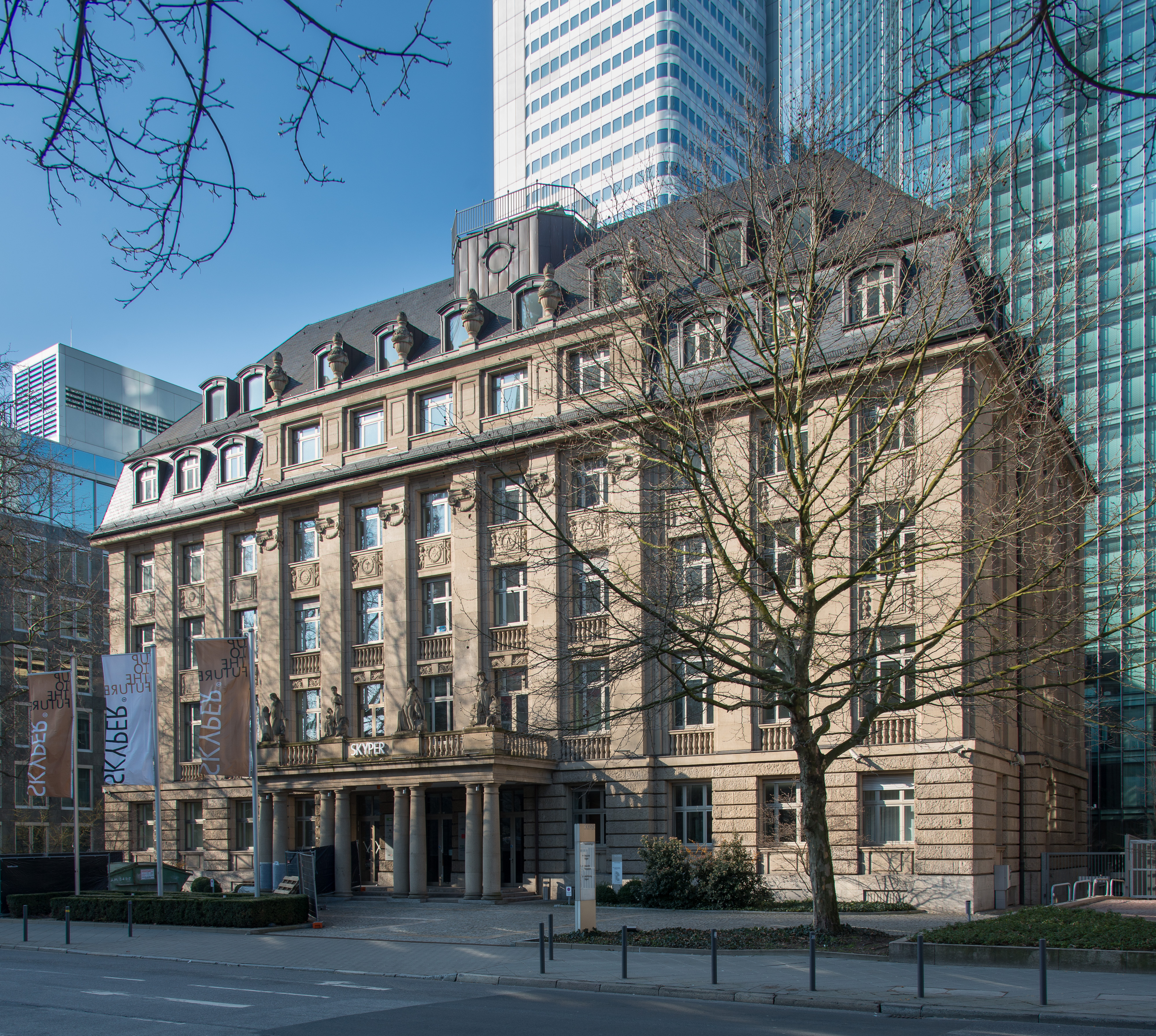
Ehemalige Hauptverwaltung, Taunusanlage 1, Frankfurt am Main

Die Zentrale befand sich in Frankfurt in der Taunusstraße, auf dem Gelände des Hochhauses Skyper. Dem zu Füßen steht die ehemalige Hauptverwaltung des Holzmann-Konzerns, ein denkmalgeschützter Repräsentationsbau aus dem Jahr 1915.
Hauptniederlassungen gab es unter anderem in Berlin, Düsseldorf, Hamburg, Hannover, Stuttgart und München.

## Börsennotierungen
Die Philipp Holzmann AG besteht derzeit nur als Mantelgesellschaft weiter (Stand: 2019). Trotz der Insolvenz 2002 sind Aktien weiterhin noch in Frankfurt, Düsseldorf und Stuttgart börsennotiert. 2022 wird das Unternehmen an der Börse voraussichtlich delistet werden, weil das Amtsgericht Frankfurt am Main im März 2022 eine Löschung aus dem Handelsregister ankündigte.

### Aktienanteil gehalten bei der Deutschen Bank
Etwa 19 % der Gesellschaft befanden sich per 17. April 2002 gemäß Bundesanstalt für Finanzdienstleistungsaufsicht (BaFin) laut meldepflichtigem Unternehmen noch im Besitz der Deutschen Bank Aktiengesellschaft.

## Personen
- Hermann Ritter (Architekt, 1851), Direktor der Philipp Holzmann AG